# Antonio Viviani

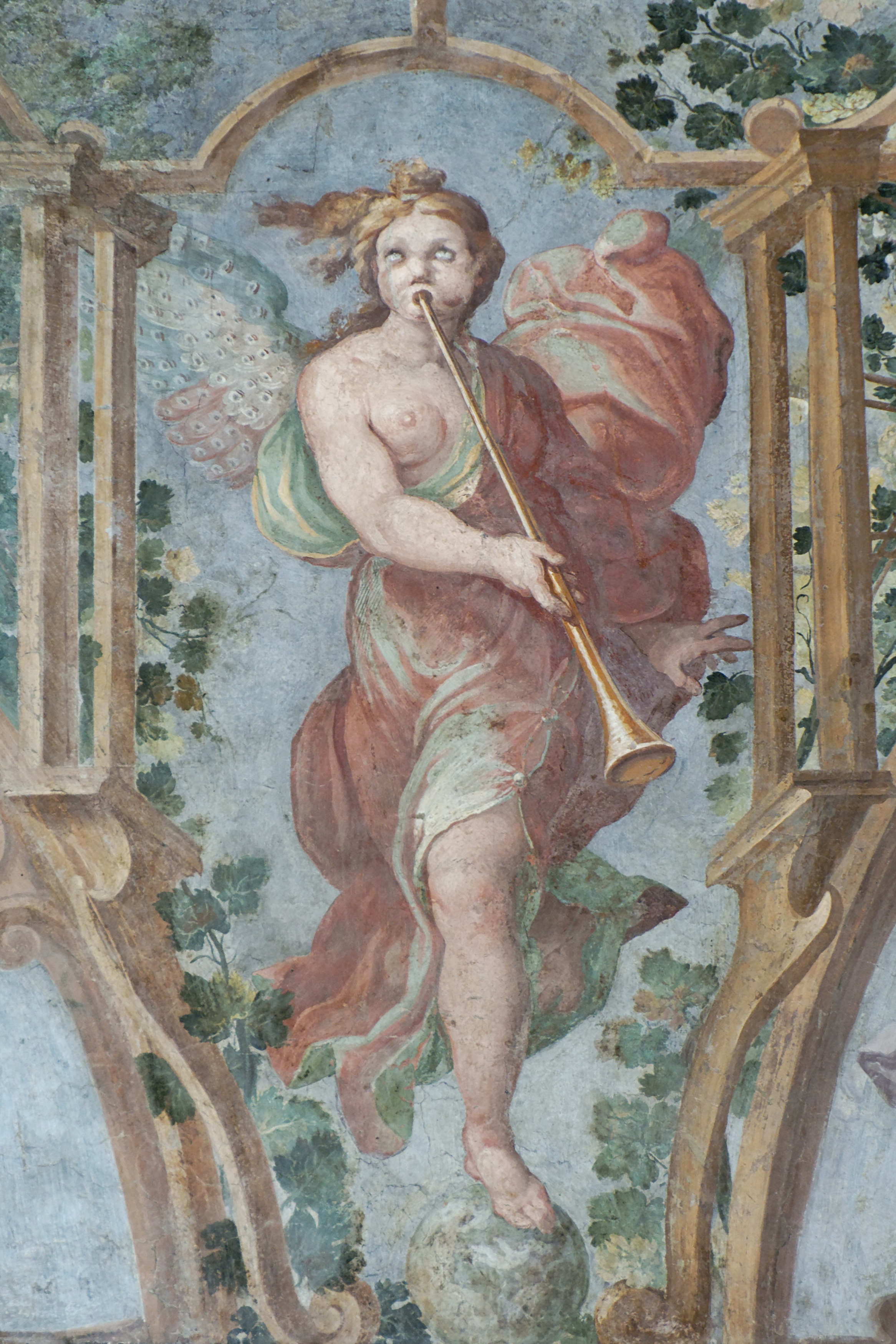
La Fama, Loggia di Palazzo Altemps, Roma

(così Giovanni Baglione spiega il soprannome "sordo" del Viviani, in Le vite de' pittori, scultori et architetti dal pontificato di Gregorio XIII del 1572 in fino a tempi di Papa Urbano VIII nel 1642)
Antonio Viviani, detto il Sordo di Urbino, (Urbino, 1560 – Urbino, 6 dicembre 1620) è stato un pittore italiano.

## Biografia
Nato ad Urbino nel 1560 e documentato come artista a partire dal 1581, si inserisce nella corrente tardo-manierista sotto l'influsso dell'urbinate Federico Barocci, di cui il Viviani divenne uno dei più valenti allievi. In questo primo periodo, nella città marchigiana, collaborò col maestro alla realizzazione dell'Oratorio della Santissima Annunziata.
Dopo il 1585 è attivo a Roma, partecipando alla realizzazione degli affreschi alla Biblioteca Apostolica Vaticana e alla Scala Santa (tra il 1585 e il 1590). Viviani dipinse altresì le volte della Loggia di Palazzo Altemps e quelle di alcune sale del Palazzo Barberini; questi affreschi furono parzialmente distrutti da un incendio avvenuto alla fine del Settecento e rimpiazzati da tele di Lorenzo Pecheux. Il periodo capitolino, invero molto prolifico, lo portò a ultimare anche numerose tele realizzate in diverse chiese romane.
Successivamente, tra il 1596 e il 1598, si trasferì a Genova. Nella sua città natale, alla quale fece ritorno dopo aver salutato la Liguria, completò molte opere, tra le quali si ricordano in particolare le Cappelle della Concezione e del Santissimo Sacramento nel Duomo di Urbino. Fu durante quel periodo che si guadagnò l'appellativo de "il sordo" a causa della menomazione contratta sul lavoro, stando per lunghi periodi a contatto con l'umidità dei muri affrescati.
Risultano numerose le sue opere, affreschi e tele, disseminate per tutto il Ducato di Urbino: si pensi soprattutto agli affreschi eseguiti nella chiesa di San Pietro in Valle a Fano tra 1618 e 1620, le cui opere su tela sono ora conservate presso la Pinacoteca civica della medesima città. Notevoli anche le tele presenti nelle chiese di Cagli, Cantiano e Pergola. È stata a lui attribuita anche un'annunciazione su tela, conservata presso la chiesa di Castelleone di Suasa.
L'artista si spense nel 1620 all'età di sessant'anni nella città in cui era nato.

## Opere
Musei e chiese che contengono opere dell'artista:
- Roma
  - Biblioteca Apostolica Vaticana
  - Chiesa di San Lorenzo in Palatio o Scala Santa
  - Chiesa di San Giuseppe dei Falegnami
  - Chiesa di San Girolamo degli Schiavoni o degli Illirici
  - Palazzo Barberini
  - Palazzo Altemps
  - Oratorio di Santa Barbara al Celio
  - Chiesa della Madonna dei Monti
- Urbino
  - Duomo di Urbino
  - Cappella della Concezione nel Duomo di Urbino
  - Cappella del Santissimo Sacramento nel Duomo di Urbino
  - Museo diocesano Albani
  - Casa Natale di Raffaello
  - Chiesa di San Francesco di Paola
  - Oratorio della Santissima Annunziata extra muros
- Cagli
  - Chiesa di San Domenico (Cripta)
- Pergola
  - Chiesa di San Francesco
- Cantiano
  - Chiesa Collegiata di San Giovanni Battista
  - Chiesa di Sant'Agostino
- Fano
  - Chiesa di San Pietro in Valle
  - Pinacoteca Civica
- Castelleone di Suasa
  - Chiesa parrocchiale dei SS. Pietro e Paolo, L'Annunciazione